# Pena de morte no Quirguistão
A pena de morte foi abolida no Quirguistão.
Em 5 de dezembro de 1998, o Presidente Askar Akayev estabeleceu uma moratória de dois anos, que posteriormente foi renovada anualmente.
Em 27 de junho de 2007, o presidente Kurmanbek Bakiyev assinou uma lei que altera o Código Penal do Quirguistão e abolindo a pena de morte.
A constituição do Quirguistão foi alterada para afirmar que:
"Ninguém na República do Quirguistão pode ser privado da vida."